# Bletia repanda
Bletia repanda är en orkidéart som beskrevs av Hipólito Ruiz López och Pav.. Bletia repanda ingår i släktet Bletia och familjen orkidéer.
Artens utbredningsområde är Peru. Inga underarter finns listade i Catalogue of Life.